# Diagram struktury
Diagram struktury – diagram dodatkowy, opcjonalny, służy głównie do uwidaczniania struktury hierarchicznej danego systemu, pokazuje też parametry wejściowe i wyjściowe. Tego diagramu nie pokazuje się użytkownikowi. Na diagramie struktury każdy prostokąt przedstawia moduł systemu.